# Hydrotaea meteorica
Hydrotaea meteorica is een vliegensoort uit de familie van de echte vliegen (Muscidae) De wetenschappelijke naam werd gepubliceerd in 1758 door Carl Linnaeus in de tiende editie van Systema naturae.